# Baliceaux
Baliceaux es una de las islas Granadinas que se encuentran entre las islas caribeñas de San Vicente y Granada. Políticamente, es parte de la nación de San Vicente y las Granadinas. 
Esta isla fue el lugar donde el ejército inglés desterró cerca de 5000 negros caribes tras la derrota del Jefe Caribe Joseph Chatoyer en la década de 1790. La mitad de ellos murieron en este campo de concentración. Los otros fueron deportados a la isla de Roatán, Honduras. Sus ancestros viven hoy en día como el pueblo garífuna en Honduras, Belice, Guatemala, Nicaragua y en los EE. UU. Como una señal de respeto, Baliceaux es visitado anualmente por los caribes y los funcionarios del Gobierno para recordar esos hechos.